# Taylors Lakes
Taylors Lakes är en del av en befolkad plats i Australien. Den ligger i kommunen Brimbank och delstaten Victoria, omkring 20 kilometer nordväst om delstatshuvudstaden Melbourne. Antalet invånare är 16 095.
Runt Taylors Lakes är det mycket tätbefolkat, med 1 819 invånare per kvadratkilometer.. Närmaste större samhälle är Reservoir, omkring 19 kilometer öster om Taylors Lakes.
Runt Taylors Lakes är det i huvudsak tätbebyggt. Genomsnittlig årsnederbörd är 971 millimeter. Den regnigaste månaden är juni, med i genomsnitt 115 mm nederbörd, och den torraste är januari, med 34 mm nederbörd.